# تواترون
تواترون نام دومین شتابدهندهٔ بزرگ و نیرومند جهان، پس از LHC است. این شتابدهنده در آزمایشگاه فرمی در شهر باتاویا قرار دارد. تواترون سنکروترونی است که انرژی پروتونها و پاد پروتونها را در یک مسیر ۶٫۲۸ کیلومتری، تا حدود ۱ تراالکترون‌ولت بالا می‌برد.